# Iban Mayo
Iban Mayo Díez (Igorre, 19 agosto 1977) è un ex ciclista su strada spagnolo di origine basca, professionista dal 2000 al 2007. Scalatore, vinse una tappa al Tour de France 2003 e una al Giro d'Italia 2007, oltre a un Giro dei Paesi Baschi e a un Giro del Delfinato.

## Carriera
Corridore professionista a partire dal 2000, milita fino al 2006 nella squadra basca Euskaltel-Euskadi. Nella primavera 2003 vince tre tappe e la classifica finale del Giro dei Paesi Baschi e si piazza secondo alla Liegi-Bastogne-Liegi; vince poi due tappe e conclude al secondo posto il Giro del Delfinato. In estate ottiene la sua vittoria più importante e prestigiosa, nella tappa dell'Alpe d'Huez al Tour de France, nella quale stacca Lance Armstrong di più di due minuti. Alla fine del Tour si piazza al sesto posto della classifica generale, dietro il suo compagno di squadra Haimar Zubeldia. Nel 2004 si aggiudica il Giro del Delfinato. Atteso protagonista al Tour de France, delude però le aspettative e, complice una caduta nelle prime tappe, si ritira. Nel 2005 non ottiene vittorie e conclude il Tour de France sessantesimo.
Nel 2006 torna finalmente a vincere. Si aggiudica una tappa e la classifica generale alla Vuelta a Burgos, oltre alla sesta frazione del Giro del Delfinato. Al Tour de France va in crisi durante la prima tappa alpina, accumula venti minuti di distacco e l'indomani si ritira. Nel mese di agosto, però, si rende ancora protagonista. Prima, con una bella fuga alla Clásica San Sebastián, un tentativo nato sulle rampe dell'Alto de Jaizkibel; il giorno successivo, cogliendo la vittoria alla Subida a Urkiola. Prende poi parte alla Vuelta a España, ma ancora una volta è vittima dell'incostanza del suo rendimento: come miglior risultato coglie un 11º posto nella settima frazione e termina la corsa al 35º posto.
Nel 2007 decide di cambiare squadra, passando alla spagnola Saunier Duval-Prodir. Ritrova una certa continuità di rendimento, vincendo, al termine di una lunga fuga, la 19ª tappa del 90º Giro d'Italia a Terme di Comano. In gara anche al Tour de France 2007, ottiene un sedicesimo posto finale. Un controllo antidoping svolto a Châtenay-Malabry durante il giorno di riposo del 24 luglio, però, evidenzia presto la sua positività all'EPO, spingendo la Saunier Duval a sospenderlo. Nelle controanalisi svolte a Gand non viene trovato nulla di irregolare, mentre in dicembre ulteriori controanalisi per conto dell'Unione Ciclistica Internazionale confermano nuovamente la positività. La Federazione spagnola decide però di non punire il corridore, opponendosi alla decisione dell'UCI: la controversia viene risolta nell'agosto 2008 presso il Tribunale Arbitrale dello Sport di Losanna, che sancisce una squalifica di due anni a partire dal 31 luglio 2007.
Iban Mayo annuncia il proprio ritiro nell'agosto 2008.

## Palmarès

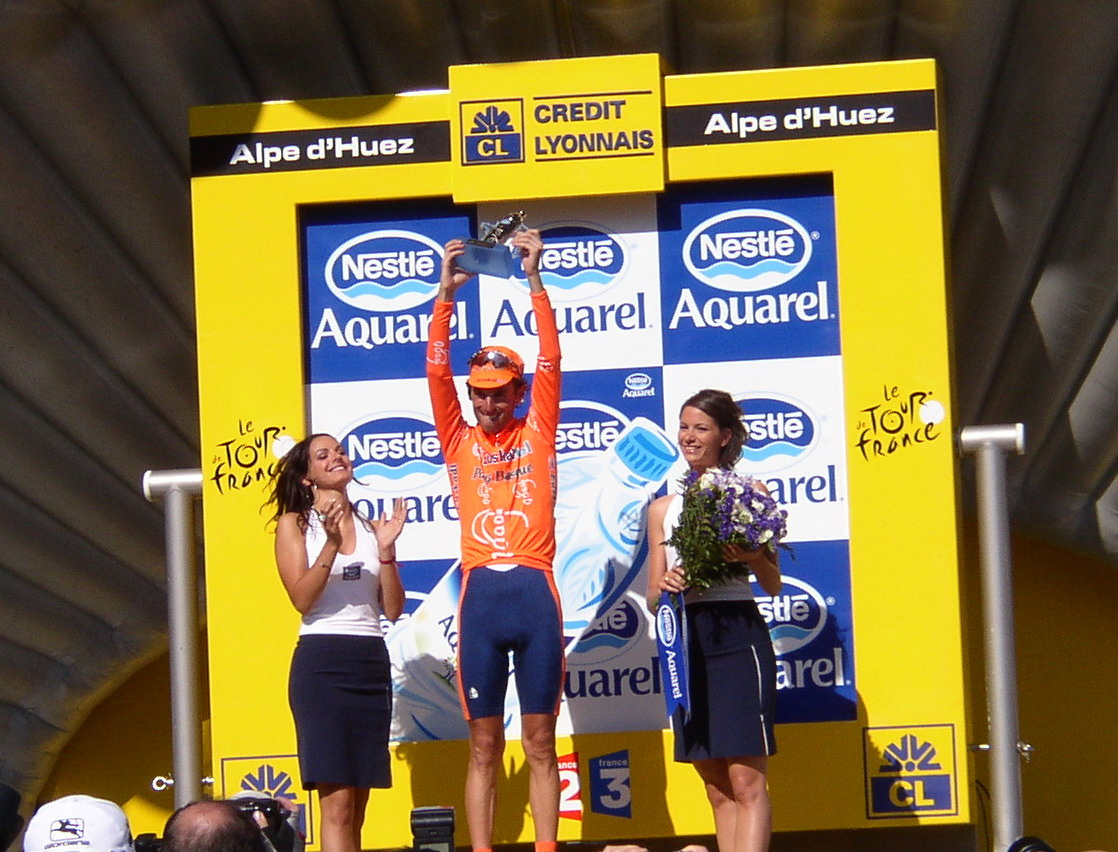
Mayo all'Alpe d'Huez, vincitore dell'ottava tappa del Tour de France 2003.

- 2001

Classifica generale Grand Prix du Midi Libre
Classique des Alpes
6ª tappa Giro del Delfinato (Pontcharra > Briançon)
- 2003

1ª tappa Giro dei Paesi Baschi (Legazpi > Legazpi)
5ª tappa, 1ª semitappa Giro dei Paesi Baschi (Doneztebe > Hondarribia)
5ª tappa, 2ª semitappa Giro dei Paesi Baschi (Hondarribia > Hondarribia, cronometro)
Classifica generale Giro dei Paesi Baschi
8ª tappa Tour de France (Sallanches > Alpe d'Huez)
Prologo Giro del Delfinato (Villard-de-Lans > Villard-de-Lans, cronometro)
4ª tappa Giro del Delfinato (Vienne > Morzine)
- 2004

Prologo Giro del Delfinato (Megève > Megève, cronometro)
4ª tappa Giro del Delfinato (Bédoin > Mont Ventoux, cronometro)
Classifica generale Giro del Delfinato
1ª tappa Clásica de Alcobendas (Alcobendas > Puerto de Navacerrada)
2ª tappa Clásica de Alcobendas (Collado Villalba > Collado Villalba)
Classifica generale Clásica de Alcobendas
Subida al Naranco
Classifica generale Vuelta a Asturias
- 2006

4ª tappa Vuelta a Burgos (Vilviestre del Pinar > Lagunas de Neila)
Classifica generale Vuelta a Burgos
6ª tappa Giro del Delfinato (Briançon > La Toussuire)
Subida a Urkiola
- 2007

19ª tappa Giro d'Italia (Treviso > Terme di Comano)

### Altri successi
- 2001

Classifica scalatori Gran Premio Jornal de Noticias
- 2003

Classifica scalatori Giro del Delfinato
Classifica combinata Giro del Delfinato
Classifica a punti Giro del Delfinato
- 2004

Classifica combinata Clásica de Alcobendas
Classifica a punti Clásica de Alcobendas
Classifica a punti Vuelta a Asturias

## Piazzamenti

### Grandi Giri
- Giro d'Italia

2007: 38º
- Tour de France

2002: 88º
2003: 6º
2004: ritirato (15ª tappa)
2005: 60º
2006: ritirato (11ª tappa)
2007: 16º
- Vuelta a España

2001: 11º
2002: 5º
2005: ritirato (5ª tappa)
2006: 35º

### Classiche monumento
- Milano-Sanremo

2001: 85º
- Parigi-Roubaix

2001: ritirato
- Liegi-Bastogne-Liegi

2003: 2º
2006: 23º